# Escut d'Olivella
L'escut oficial d'Olivella té el següent blasonament:
Escut caironat: de gules, una clau amb la dent a dalt i mirant cap enfora, i un bàcul de bisbe d'or passats en sautor, la clau en banda per damunt del bàcul en barra, cantonats al cap d'una creu patent d'argent. Per timbre una corona mural de poble.

## Història
Va ser aprovat el 23 de gener de 1992 i publicat al DOGC el 5 de febrer del mateix any amb el número 1551.
La clau i el bàcul són els atributs de sant Pere (patró del poble), com a guardià de les portes del Cel i primer bisbe de la cristiandat. La creu del damunt és un senyal tradicional de l'escut de la localitat; de fet, l'antic castell d'Olivella (del segle X) havia estat una possessió dels bisbes de Barcelona.